# Сатурн (ракеты)

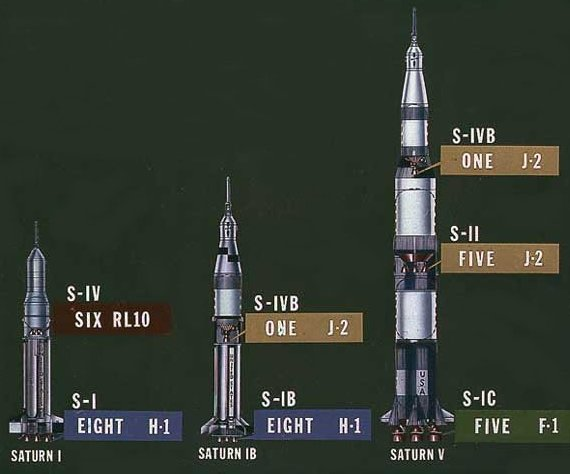
Члены семейства РН «Сатурн».

«Сату́рн» (англ. Saturn) — серия американских ракет-носителей, разработанных группой немецких инженеров под руководством Вернера фон Брауна для доставки тяжелых грузов на орбиту Земли и за её пределы. Первоначально ракеты Сатурн предполагалось использовать для запуска военных спутников, но в итоге они были использованы в качестве ракет-носителей для реализации лунной программы «Аполлон». Всего были изготовлены и использовались три версии ракет-носителей этой серии: Сатурн I, Сатурн IB и Сатурн V.
Название «Сатурн» было предложено фон Брауном в октябре 1958 года как логическое продолжение серии ракет «Юпитер» и официально утверждено ARPA 3 февраля 1959 года. Имя было выбрано по трём причинам: на небе планета Сатурн в максимуме сияет ярче звёзд первой звёздной величины, так что ассоциация этого имени с новой мощной ракетой выглядела подходяще; Сатурн — следующая по порядку планета после Юпитера, что отражало последовательность семейств ракет; Сатурн — бог пантеона древнеримских богов, что соответствовало обычаю американских военных именовать ракеты в честь мифологических богов и героев.
Президент Джон Кеннеди определил запуск Сатурн 1 SA-5 как переломный момент, в котором США получили возможность превзойти Советский Союз, после того, как запуск Спутника поставил США на роль догоняющего в космической гонке. Это было последнее высказывание Кеннеди о ракетах Сатурн, которое он произнес во время своего выступления на Авиационной базе Брукс в Сан-Антонио за день до того, как был убит.
На сегодняшний день, Сатурн-5 — единственное транспортное средство, когда-либо использовавшееся для транспортировки людей за пределы околоземной орбиты. В течение четырёх лет с декабря 1968 года по декабрь 1972 года 24 человека были отправлены в полет на Луну. Ни одна ракета Сатурн не потерпела катастрофы в полете.
Ракета Сатурн-5 является крупнейшей по размерам, массе, мощности и грузоподъёмности среди всех ракет-носителей, когда-либо созданных человеком.

## Задействованные структуры
В работе над проектом «Сатурн» по контрактам с НАСА на проведение фундаментальных исследований и опытно-конструкторских работ были задействованы следующие структуры:

| Подрядчики первой очереди (частный сектор) - Космический аппарат — North American Aviation, Inc., Дауни, Калифорния; - Электронно-вычислительный комплекс центра управления полётами — Radio Corporation of America, West Coast Missile and Surface Radar Division, Ван-Найс, Калифорния; - Ионный ракетный двигатель — Hughes Aircraft Co., Малибу, Калифорния; - Маршевый ракетный двигатель — Стэнфордский университет, Стэнфорд, Калифорния; - Электромагнитный ракетный ускоритель — Plasmadyne Corp., Санта-Ана, Калифорния; - Спиральный теплообменник — Martin Co., Балтимор, Мэриленд; - Топливные баки, баллоны со сжатым кислородом разгонного блока — Chance Vought Corp., Astronautics Division, Даллас, Техас; - Наземное оборудование, антикоррозийные покрытия — Chrysler Corp., Missile Division, Детройт, Мичиган; - Контрольно-проверочная аппаратура разгонного блока — Lockheed Aircraft Corp., Georgia Division, Мариетта, Джорджия; - Сопловый блок — Marquardt Corp., Ван-Найс, Калифорния; - Ионизатор, физика поверхности — Electro Optical Systems, Inc., Пасадена, Калифорния; | - Перспективные модификации, превосходящие по своим параметрам систему «Сатурн» — General Dynamics Corp., Convair Division, Сан-Диего, Калифорния; Lockheed Aircraft Corp., Georgia Division, Мариетта, Джорджия; North American Aviation. Inc., Лос-Анджелес, Калифорния; - Высокопрочные и жаростойкие сплавы — Wallingford Steel Co., Уоллингфорд, Коннектикут (выплавка); Подрядчики первой очереди (государственный сектор) - Противопожарная система, чертёжные работы и техническая библиотека проекта, вибрационные испытания узлов и агрегатов КА — Редстоунский арсенал, Хантсвилл, Алабама; - Разгонный блок «Центавр» — Главное научно-исследовательское управление ВВС США, авиабаза «Эндрюс», Мэриленд; - Испытания в аэродинамической трубе — Арнольдский научно-исследовательский центр Главного научно-исследовательского управления ВВС США, Таллахома, Теннесси; - Высокопрочные и жаростойкие сплавы — Научно-исследовательский центр НАСА им. Джорджа Льюиса, Кливленд, Огайо (применение). |

## Запуски
| №  | Сер. № | Конфиг. РН        | Миссия       | Полезная нагрузка                                                                  | Стартовая площадка    | Дата запуска     | Орбита | Результат   | Инд. номера | Инд. номера |
| №  | Сер. № | Конфиг. РН        | Миссия       | Полезная нагрузка                                                                  | Стартовая площадка    | Дата запуска     | Орбита | Результат   | NSSDC ID    | NORAD ID    |
| -- | ------ | ----------------- | ------------ | ---------------------------------------------------------------------------------- | --------------------- | ---------------- | ------ | ----------- | ----------- | ----------- |
|    |        |                   |              |                                                                                    |                       |                  |        |             |             |             |
| 1  | SA-1   | Saturn I Block I  | SA-1         | Макет ступеней S-IV и S-V / Носовой обтекатель «Юпитер-С»                          | Мыс Канаверал, LC-34  | 27 октября 1961  | нет    | Успех       | SATURNSA1   | —           |
| 2  | SA-2   | Saturn I Block I  | SA-2         | Макет ступеней S-IV и S-V / Носовой обтекатель «Юпитер-С» / Проект «Хайуотер-1»    | Мыс Канаверал, LC-34  | 25 апреля 1962   | нет    | Успех       | SATURNSA2   | —           |
| 3  | SA-3   | Saturn I Block I  | SA-3         | Макет ступеней S-IV и S-V / Носовой обтекатель «Юпитер-С» / Проект «Хайуотер-2»    | Мыс Канаверал, LC-34  | 16 ноября 1962   | нет    | Успех       | SATURNSA3   | —           |
| 4  | SA-4   | Saturn I Block I  | SA-4         | Макет ступеней S-IV и S-V / Носовой обтекатель «Юпитер-С»                          | Мыс Канаверал, LC-34  | 28 марта 1963    | нет    | Успех       | SATURNSA4   | —           |
| 5  | SA-5   | Saturn I Block II | SA-5         | Saturn-SA 5 / Весовая нагрузка / Носовой обтекатель «Юпитер-С»                     | Мыс Канаверал, LC-37B | 29 января 1964   | НОО    | Успех       | 1964-005A   | 744         |
| 6  | SA-6   | Saturn I Block II | A-101        | Saturn SA-6 / Apollo 101 (BP 13)                                                   | Мыс Канаверал, LC-37B | 28 мая 1964      | НОО    | Успех       | 1964-025A   | 800         |
| 7  | SA-7   | Saturn I Block II | A-102        | Saturn SA-7 / Apollo 102 (BP 15)                                                   | Мыс Канаверал, LC-37B | 18 сентября 1964 | НОО    | Успех       | 1964-057A   | 883         |
| 8  | SA-9   | Saturn I Block II | A-103        | Apollo 103 (BP 16) / Спутник Pegasus 1                                             | Мыс Канаверал, LC-37B | 16 февраля 1965  | НОО    | Успех       | 1965-009B   | 1088        |
| 9  | SA-8   | Saturn I Block II | A-104        | Apollo 104 (BP 26) / Спутник Pegasus 2                                             | Мыс Канаверал, LC-37B | 25 мая 1965      | НОО    | Успех       | 1965-039B   | 1385        |
| 10 | SA-10  | Saturn I Block II | A-105        | Apollo 105 (BP 9A) / Спутник Pegasus 3                                             | Мыс Канаверал, LC-37B | 30 июля 1965     | НОО    | Успех       | 1965-060B   | 1468        |
| 11 | SA-201 | Saturn IB         | AS-201       | Apollo 201: КК «Аполлон», модель № 009 (CSM 009)                                   | Мыс Канаверал, LC-34  | 26 февраля 1966  | нет    | Успех       | APST201     | —           |
| 12 | SA-203 | Saturn IB         | AS-203       | Apollo 203                                                                         | Мыс Канаверал, LC-37B | 5 июля 1966      | НОО    | Успех       | 1966-059A   | 2289        |
| 13 | SA-202 | Saturn IB         | AS-202       | Apollo 202: КК «Аполлон», модель № 011 (CSM 011)                                   | Мыс Канаверал, LC-34  | 25 августа 1966  | нет    | Успех       | APST202     | —           |
| 14 | SA-501 | Saturn V          | «Аполлон-4»  | «Аполлон-4», модель № 017 (CSM 017) / Макет лунного модуля (LTA 10R)               | КЦ Кеннеди, LC-39А    | 9 ноября 1967    | ВЭО    | Успех       | 1967-113A   | 03032       |
| 15 | SA-204 | Saturn IB         | «Аполлон-5»  | Лунный модуль № 1 (LM 1) («Аполлон-5»)                                             | Мыс Канаверал, LC-37B | 22 января 1968   | НОО    | Успех       | 1968-007A   | 03106       |
| 16 | SA-502 | Saturn V          | «Аполлон-6»  | «Аполлон-6», КМ № 020 и СМ № 014 (CM 020 / SM 014) / Макет лунного модуля (LTA 2R) | КЦ Кеннеди, LC-39А    | 4 апреля 1968    | ВЭО    | Част. неуд. | 1968-025A   | 03170       |
| 17 | SA-205 | Saturn IB         | «Аполлон-7»  | «Аполлон-7», модель № 101 (CSM 101)                                                | Мыс Канаверал, LC-34  | 11 октября 1968  | НОО    | Успех       | 1968-089A   | 03486       |
| 18 | SA-503 | Saturn V          | «Аполлон-8»  | «Аполлон-8», модель № 103 (CSM 103) / Макет лунного модуля (LTA B)                 | КЦ Кеннеди, LC-39А    | 21 декабря 1968  | к Луне | Успех       | 1968-118A   | 03626       |
| 19 | SA-504 | Saturn V          | «Аполлон-9»  | «Аполлон-9», модель № 104 (CSM 104) / Лунный модуль № 3 (LM 3)                     | КЦ Кеннеди, LC-39А    | 3 марта 1969     | НОО    | Успех       | 1969-018A   | 03769       |
| 20 | SA-505 | Saturn V          | «Аполлон-10» | «Аполлон-10», модель № 106 (CSM 106) / Лунный модуль № 4 (LM 4)                    | КЦ Кеннеди, LC-39B    | 18 мая 1969      | к Луне | Успех       | 1969-043A   | 03941       |
| 21 | SA-506 | Saturn V          | «Аполлон-11» | «Аполлон-11», модель № 107 (CSM 107) / Лунный модуль № 5 (LM 5)                    | КЦ Кеннеди, LC-39А    | 16 июля 1969     | к Луне | Успех       | 1969-059A   | 04039       |
| 22 | SA-507 | Saturn V          | «Аполлон-12» | «Аполлон-12», модель № 108 (CSM 108) / Лунный модуль № 6 (LM 6)                    | КЦ Кеннеди, LC-39А    | 14 ноября 1969   | к Луне | Успех       | 1969-099A   | 04225       |
| 23 | SA-508 | Saturn V          | «Аполлон-13» | «Аполлон-13», модель № 109 (CSM 109) / Лунный модуль № 7 (LM 7)                    | КЦ Кеннеди, LC-39А    | 11 апреля 1970   | к Луне | Успех       | 1970-029A   | 04371       |
| 24 | SA-509 | Saturn V          | «Аполлон-14» | «Аполлон-14», модель № 110 (CSM 110) / Лунный модуль № 8 (LM 8)                    | КЦ Кеннеди, LC-39А    | 31 января 1971   | к Луне | Успех       | 1971-008A   | 04900       |
| 25 | SA-510 | Saturn V          | «Аполлон-15» | «Аполлон-15», модель № 112 (CSM 112) / Лунный модуль № 10 (LM 10) / Спутник PFS 1  | КЦ Кеннеди, LC-39А    | 26 июля 1971     | к Луне | Успех       | 1971-063A   | 05351       |
| 26 | SA-511 | Saturn V          | «Аполлон-16» | «Аполлон-16», модель № 113 (CSM 113) / Лунный модуль № 11 (LM 12) / Спутник PFS 2  | КЦ Кеннеди, LC-39А    | 16 апреля 1972   | к Луне | Успех       | 1972-031A   | 06000       |
| 27 | SA-512 | Saturn V          | «Аполлон-17» | «Аполлон-17», модель № 114 (CSM 114) / Лунный модуль № 12 (LM 12)                  | КЦ Кеннеди, LC-39А    | 7 декабря 1972   | к Луне | Успех       | 1972-096A   | 06300       |
| 28 | SA-513 | Saturn V (INT-21) | «Скайлэб-1»  | Орбитальная станция «Скайлэб» (Skylab, SL)                                         | КЦ Кеннеди, LC-39А    | 14 мая 1973      | НОО    | Успех       | 1973-027A   | 06633       |
| 29 | SA-206 | Saturn IB         | «Скайлэб-2»  | «Скайлэб-2» (Skylab 2, SL-2): КК «Аполлон», модель № 116 (CSM 116)                 | КЦ Кеннеди, LC-39B    | 25 мая 1973      | НОО    | Успех       | 1973-032A   | 06655       |
| 30 | SA-207 | Saturn IB         | «Скайлэб-3»  | «Скайлэб-3» (Skylab 3, SL-3): КК «Аполлон», модель № 117 (CSM 117) / Спутник S150  | КЦ Кеннеди, LC-39B    | 28 июля 1973     | НОО    | Успех       | 1973-050A   | 06757       |
| 31 | SA-208 | Saturn IB         | «Скайлэб-4»  | «Скайлэб-4» (Skylab 4, SL-4): КК «Аполлон», модель № 118 (CSM 118)                 | КЦ Кеннеди, LC-39B    | 16 ноября 1973   | НОО    | Успех       | 1973-090A   | 06936       |
| 32 | SA-210 | Saturn IB         | ЭПАС         | КК «Аполлон», модель № 111 (CSM 111) / Стыковочный модуль ЭПАС (ASTP-DM)           | КЦ Кеннеди, LC-39B    | 15 июля 1975     | НОО    | Успех       | 1975-066A   | 08032       |